# Pierre-Joseph Houbart
Pour les articles homonymes, voir Houbart.
Pierre-Joseph Houbart, né le 19 février 1827 à Celles (Faimes) et mort le 30 juillet 1907 à Bruxelles, est un ouvrier graveur belge, ainsi qu'un militaire doublement récompensé ayant servi dans divers coins du globe, notamment dans l'armée belge ou encore la Légion étrangère française.

## Biographie

### Enfance
Pierre-Joseph est l'aîné d'une fratrie de cinq enfants. Il vit à Waremme, anciennement appelée Grand-Axhe, avec son grand-père maternel. En février 1848, sa famille part pour le Grand-Duché du Luxembourg mais un mois plus tard, le 20 mars 1848, il est tiré au sort et se voit forcé de rejoindre l'armée belge.    

### Débuts
Pierre-Joseph commence sa carrière militaire dans le régiment des Grenadiers à Bruxelles en raison de sa grande taille, et y reste de 1848 à 1854. Il devient caporal et décide de s'engager dans la Légion étrangère française en 1854.

### Légion étrangère
Arrivé à la Légion étrangère à Lille le 23 septembre 1854, il va servir en son nom, en Crimée jusqu'en 1856, en tant que canonnier. Là, il est blessé par un éclat d'obus durant le siège de Sébastopol. Néanmoins, il continue de se battre au nom de celle-ci en Algérie en 1857 et en Italie en 1859. Il est blessé de nouveau durant la bataille de Solferino et fini par être porté déserteur le 2 mars 1861. 

### Garde de l'impératrice Charlotte
Avant de rejoindre la garde de la princesse Charlotte de Belgique, en tant que sergent tambour-major le 25 août 1864 à Audenaerde, il passe par Liège et Namur, respectivement en 1863 et 1864. Avec le régiment Charlotte, il part au Mexique rejoindre l'époux de celle-ci, l'empereur Maximilien. Il se fait ensuite licencier.    

### Tribulations en Amérique Latine
Le 27 mars 1866, il rejoint les rangs d'une troupe internationale de contre-guérilla française, la Contre-guérilla de la Soledad et y reste jusqu'à la chute de l'empereur Maximilien. Il disparait en Amérique du Sud et y passe les trente années suivantes de sa vie, non pas en tant que militaire mais en exerçant divers petits travaux. C'est au Paraguay qu'il rencontre un consul qui l'aide à réintégrer l'armée et qui l'envoie en Bolivie, où il devient général. 

### Fin de vie
En 1898, il passe une année en Argentine, à Montevideo. Après cela, il décide de rentrer au pays et retourne à Waremme. Le 11 février 1900, il s'en va à Bruxelles, déménage à maintes reprises et commence à errer entre homes et hospices. Il finit par trouver une place au refuge des Ursulines où il passe ses dernières années jusqu'à sa mort en 1907.

## Récompenses militaires
Il se fait remettre la Médaille militaire française après avoir été blessé en Crimée lorsqu'il était canonnier. Il reçoit également par la suite, la Médaille du Mérite militaire à la suite de la bataille de Tocambaro.